# 神戸松竹座
神戸松竹座（こうべしょうちくざ）は、神戸市兵庫区新開地（住居表示は福原町）にあった劇場。映画館。演芸場。松竹直営。

## 概要

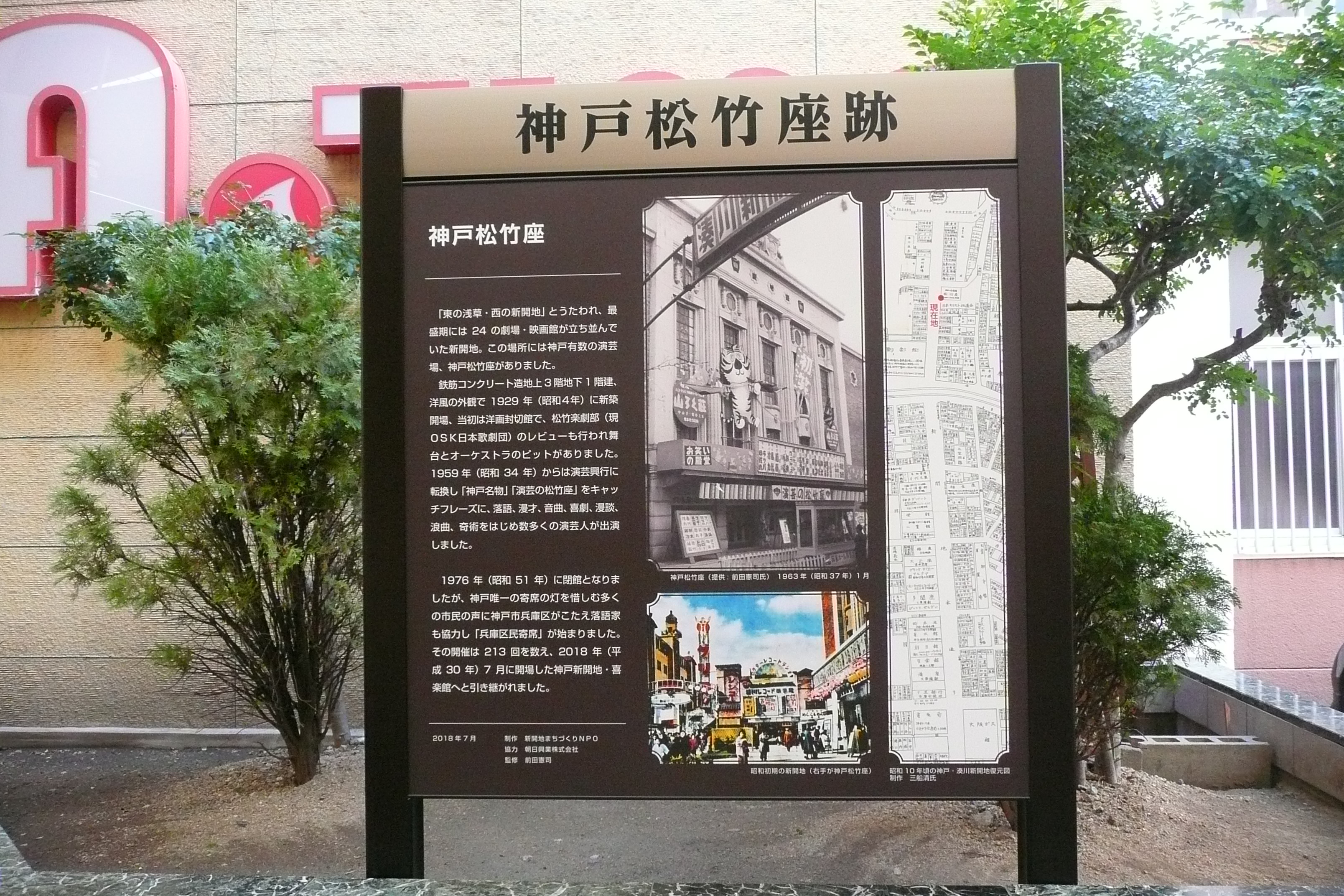
「神戸松竹座跡」の説明板
（2019年1月3日）

新開地本通りの市電通りより北に位置した、鉄筋コンクリート造地上3階地下1階建の洋風建物。松竹が洋画上映館の松竹座チェーンを形成すべく、大阪道頓堀の他、京都・神戸・名古屋・東京に松竹座を開設していた一環として建てられたもので、当初は洋画興行を行っていた。また、当時松竹座では洋画上映の他に松竹楽劇部のアトラクションを併設していて、神戸松竹座にも松竹楽劇部によるレビューが興行されていた。このため、舞台とオーケストラ・ピットが存在した。
戦後もしばらくは映画興行を行っていたが、1959年1月1日に演芸場に転換した。新開地自体の経済の地盤沈下や、演芸ブームの終焉などが重なり、興行成績が悪化して1976年9月下席をもって閉館、廃座となった。建物が取り壊された後、敷地は第三者の手に渡り、2024年現在はパチンコホール「A-TIME新開地店」が立地している。
2018年7月11日に、神戸で当館以来42年ぶりの演芸場としてオープンした神戸新開地・喜楽館は、当館跡地の筋向い、やや南側に立地しており、喜楽館の開館を控えた2018年7月8日には当館の跡地近くに説明板が設置された。

## 沿革
- 1929年10月30日　開場。
- 1976年9月30日　閉館。

## 定紋
松竹マーク

## 映画館
- 1927年に神戸松竹劇場（新開地に別途存在していた劇場）が「神戸松竹座」と改称して洋画封切館に転換。1929年、福原町に別途松竹座を建設して移転。それまでの松竹座は神戸松竹劇場に再改称した（1972年4月16日閉館）。
- SYチェーンの洋画封切館として洋画を上映していたが、上映の合間に松竹楽劇部→大阪松竹少女歌劇団（OSSK）のレビューを上演していた。
- 戦後も映画館として営業していたが、映画館の末期は東映封切館となっていた。（後述する演芸場転換と同時に、東映は直営の神戸東映劇場を別途新開地に開場した[注 3]）

## 演芸場
- 道頓堀角座と同様に提灯をトレードマークにしており、「神戸名物」「演芸の松竹座」「お笑いの松竹座」をキャッチフレーズにしていた。
- 番組は上席（1 - 10日）・中席（11 - 20日）・下席（21 - 30日）と10日ごとに替わり、1日2回公演が原則。入れ替え制は採らなかった。なお、放送番組の収録もあった。
- 出演者は松竹新演芸（のち松竹芸能）と千土地興行（のち日本ドリーム観光）から配給を受けていた。1969年に千土地が演芸から撤退してからは、道頓堀角座と同様に和光プロダクションの芸人も出演していた。
- 出演者を示す「めくり」は新宿末廣亭や吉本興業の花月劇場チェーンと同様にフリップ形式を採っていたが、新宿末廣亭や花月劇場チェーンが紙芝居と同様に一枚ずつめくる形式であるのに対し、角座や神戸松竹座はフリップを裏返すどんでん返し形式であった。
- 基本的に漫才を主体に落語数本と諸芸が入った番組構成であった。昭和30年代後半は道頓堀角座と同様に軽演劇・「松竹とんぼり座」の公演もあった。しかし、ダイマル・ラケットやかしまし娘のような漫才の大看板は年に1・2回出演する程度であった。

### 主な出演者

#### 漫才
- 中田ダイマル・ラケット
- ミスワカサ・島ひろし
- 海原お浜・小浜
- 平和ラッパ・日佐丸
- 若井はんじ・けんじ
- 上方柳次・柳太
- 暁伸・ミスハワイ（千土地興行→松竹芸能）
- 人生幸朗・生恵幸子（千土地興行）
- 島田洋介・今喜多代（千土地興行）
- もろ多玉枝・広多成三郎
- 五條家菊二・松枝
- 桜川末子・松鶴家千代八
- 松葉家奴・松葉家喜久奴
- 芦乃家雁玉・林田十郎
- 都家文雄・荒川歌江
- 砂川捨丸・中村春代
- 花菱〆吉・花柳貞奴
- 東五九童・松葉蝶子
- 三遊亭小円・木村栄子
- 三遊亭柳枝・南喜代子
- 秋山右楽・左楽
- 勝浦きよし・さよこ
- 荒川キヨシ・小唄志津子
- 夢乃タンゴ・西川ひかる
- 西川ヒデオ・ヒデ若（千土地興行）
- 若井こづえ・みどり
- レツゴー三匹
- 正司敏江・玲児
- 青芝フック・キック（和光プロダクション）
- トリオ・ザ・ミミック
- 若井ぼん・はやと
- 浮世亭三吾・十吾
- 北京一・京二
- 浮世亭ケンケン・てるてる
- 横山たかし・ひろし
- 横中バック・ケース
- 渚ミキ・ミワ
- 宮川大助・小助
- 酒井くにお・とおる
- 太平サブロー・シロー
- 夢路いとし・喜味こいし（大宝芸能。お名残公演に出演）
- はな寛太・いま寛大（大宝芸能。お名残公演に出演）
- 内海カッパ・今宮エビス（大宝芸能。お名残公演に出演）
- 船仁のるか・喜和そるか

他

#### 落語
- 6代目笑福亭松鶴・松鶴一門
- 3代目桂春団治・春団治一門
- 桂小文枝（のちの5代目桂文枝）（千土地興行）
- 桂小春団治（のちの2代目露の五郎兵衛）
- 3代目桂文我
- 4代目桂文紅
- 2代目桂枝雀
- 桂音也

他

#### 音楽ショウ
- かしまし娘
- あひる艦隊（森井良太郎の一派）
- 横山ホットブラザーズ
- 宮川左近ショー
- タイヘイトリオ（千土地興行）
- ロマンスレイコショウ
- 三人奴（千土地興行）
- 西川ヒノデショウ（千土地興行）
- ちゃっきり娘
- フラワーショウ
- ジョウサンズ
- ザ・ドリーム
- 若葉トリオ
- 尾崎れい子（歌謡ショウ）

#### 奇術
- 一陽斎正一
- ゼンジー中村
- ゼンジー北京（和光プロダクション）
- 松旭斎たけし
- 松旭斎滉洋
- 松旭斎小天勝

他

#### 浪曲
- 京山幸枝若
- 3代目吉田奈良丸
- 春野百合子
- 2代目広沢虎造（東京より来演）
- 初代相模太郎（東京より来演）

#### 講談
- 3代目旭堂南陵

#### 漫談・諸芸
- 人見きよし
- 浜村淳
- 初代森乃福郎
- 川上のぼる
- 大空テント
- 白木みのる（お名残公演に出演）
- 桜井長一郎（東京より来演）
- コント・ラッキー7（東京より来演）

他

#### 曲芸
- 宝家和楽・和喜美

他

#### 軽演劇
- 松竹とんぼり座
  - 笑福亭松之助（座長。脚本も担当、花登筺も脚本を担当）
- 大阪爆笑三人組
  - 上方柳次・柳太、森乃福郎、他